# Casa Kinross

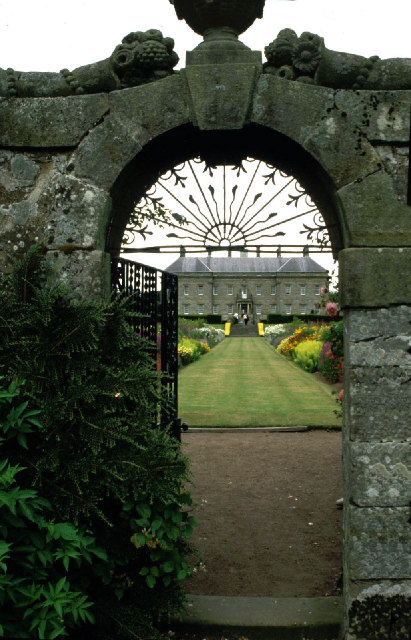
La Casa Kinross, vista de la fachada oriental a través del portal del jardín.

La Casa Kinross es una casa de campo de fines del siglo XVII con vista al lago Leven, cerca de Kinross en la parte central de Escocia. La construcción empezó en 1686, a cargo del arquitecto Sir William Bruce para utilizarla como su hogar. La casa es considerada una de sus mejores obras y Daniel Defoe la llamó «la obra arquitectónica más hermosa y regular de Escocia». Sin duda la mansión más importante del clasicismo temprano escocés, Kinross conserva la mayor parte de su decorado interno originario. Al tratarse de un hogar de familia aún habitado, no está abierta al público; sin embargo, sí pueden visitarse sus elegantes jardines.
La estructura también es destacable en cuanto al uso precoz de un edificio medieval como centro, como la casa misma, y su jardín de acceso, orientados con deliberación hacia el pintoresco castillo de Loch Leven del siglo XIV, ubicado en una isla situada en el loch vecino.